# Acanthosaura tongbiguanensis
Acanthosaura tongbiguanensis — вид ящірок родини агамових (Agamidae). Описаний у 2019 році

## Поширення
Ендемік Китаю. Відомий лише у типовому місцезнаходенні — у містечку Тонбігуань (24° 36' 51,24" пн. ш., 97° 35' 1,88" сх. д., висота 1170 м над р. м.), повіт Їнцзян, префектура Дехун, провінція Юньнань.